# Championnats d'Europe de natation 1997
Navigation
Vienne 1995 Istanbul 1999
La 23e édition des Championnats d'Europe de natation se déroule du 19 au 24 août 1997 à Séville en Espagne. Le pays accueille pour la seconde fois de son histoire cet événement organisé par la Ligue européenne de natation après l'édition 1970 disputée à Barcelone.
Les compétitions de cinq disciplines de la natation — nage en eau libre, natation sportive, natation synchronisée, plongeon et water-polo — sont en partie organisées au sein du Palais des sports de Séville (Palacio de Deportes de Sevilla).

## Résultats

### Nage en eau libre
| Épreuve | Médaille d'or           | Médaille d'argent                           | Médaille de bronze      |
| Hommes  |                         |                                             |                         |
| 5 km    | Aleksey Akatiyev Russie | Yevgeniy Bezroutchenko Russie               | Luca Baldini Italie     |
| 25 km   | Aleksey Akatiyev Russie | Stéphane Lecat France André Wilde Allemagne | —                       |
| Femmes  |                         |                                             |                         |
| 5 km    | Peggy Büchse Allemagne  | Valeria Casprini Italie                     | Rita Kovács Hongrie     |
| 25 km   | Rita Kovács Hongrie     | Valeria Casprini Italie                     | Edith van Dijk Pays-Bas |

### Natation sportive

#### Hommes
| Épreuve                | Médaille d'or                                                                                  | Médaille d'argent                                                                                  | Médaille de bronze                                                                            |
| Nage libre             |                                                                                                | |                                                                                               |
| 50 m                   | Alexander Popov Russie 22 s 30                                                                 | Mark Foster Royaume-Uni 22 s 53                                                                    | Julien Sicot France 22 s 78                                                                   |
| 100 m                  | Alexander Popov Russie 49 s 09                                                                 | Lars Frölander Suède 49 s 51                                                                       | Oleg Ruklevich Biélorussie 49 s 84                                                            |
| 200 m                  | Paul Palmer Royaume-Uni 1 min 48 s 98                                                          | Massimiliano Rosolino Italie 1 min 49 s 12                                                         | Béla Szabados Hongrie 1 min 49 s 24                                                           |
| 400 m                  | Emiliano Brembilla Italie 3 min 45 s 96                                                        | Massimiliano Rosolino Italie 3 min 48 s 11                                                         | Paul Palmer Royaume-Uni 3 min 50 s 03                                                         |
| 1 500 m                | Emiliano Brembilla Italie 14 min 58 s 65                                                       | Ihor Snitko Ukraine 15 min 07 s 85                                                                 | Denis Zavgorodniy Ukraine 15 min 19 s 28                                                      |
| Dos                    |                                                                                                | |                                                                                               |
| 100 m                  | Martín López-Zubero Espagne 55 s 71                                                            | Eithan Urbach Israël 55 s 88                                                                       | Vladimir Selkov Russie 55 s 97                                                                |
| 200 m                  | Vladimir Selkov Russie 1 min 59 s 21                                                           | Emanuele Merisi Italie 1 min 59 s 63                                                               | Ralf Braun Allemagne 1 min 59 s 91                                                            |
| Brasse                 |                                                                                                | |                                                                                               |
| 100 m                  | Aleksandr Gukov Biélorussie 1 min 02 s 17                                                      | Károly Güttler Hongrie 1 min 02 s 23                                                               | Daniel Malek Tchéquie 1 min 02 s 27                                                           |
| 200 m                  | Aleksandr Gukov Biélorussie 2 min 13 s 90                                                      | Andrey Korneyev Russie 2 min 14 s 40                                                               | Daniel Malek Tchéquie 2 min 14 s 74                                                           |
| Papillon               |                                                                                                | |                                                                                               |
| 100 m                  | Lars Frölander Suède 52 s 85                                                                   | Denys Sylantyev Ukraine 53 s 27                                                                    | Franck Esposito France 53 s 28                                                                |
| 200 m                  | Franck Esposito France 1 min 57 s 24                                                           | Denys Sylantyev Ukraine 1 min 58 s 48                                                              | Stephen Parry Royaume-Uni 1 min 58 s 78                                                       |
| Quatre nages           |                                                                                                | |                                                                                               |
| 200 m                  | Marcel Wouda Pays-Bas 2 min 00 s 77                                                            | Xavier Marchand France 2 min 01 s 08                                                               | Jani Sievinen Finlande 2 min 02 s 12                                                          |
| 400 m                  | Marcel Wouda Pays-Bas 4 min 15 s 38                                                            | Frederik Hviid Espagne 4 min 19 s 68                                                               | Robert Seibt Allemagne 4 min 20 s 43                                                          |
| Relais                 |                                                                                                | |                                                                                               |
| 4 × 100 m nage libre   | Russie Alexander Popov Roman Yegorov Denis Pimankov Vladimir Pychnenko 3 min 16 s 85 – RE – RC | Allemagne Alexander Lüderitz Steffen Zesner Christian Tröger Torsten Spanneberg 3 min 18 s 33      | Pays-Bas Bram van Haandel Martijn Zuijdweg Mark Veens Pieter van den Hoogenband 3 min 20 s 82 |
| 4 × 200 m nage libre   | Royaume-Uni Paul Palmer Andrew Clayton Gavin Meadows James Salter 7 min 17 s 56                | Pays-Bas Pieter van den Hoogenband Mark van der Zijden Martijn Zuijdweg Marcel Wouda 7 min 17 s 84 | Allemagne Lars Conrad Christian Keller Stefan Pohl Steffen Zesner 7 min 18 s 86               |
| 4 × 100 m quatre nages | Russie Vladimir Selkov Andrey Korneyev Vladislav Kulikov Alexander Popov 3 min 39 s 67         | Allemagne Ralf Braun Jens Kruppa Thomas Rupprath Christian Tröger 3 min 41 s 47                    | Pologne Mariusz Siembida Marek Krawczyk Marcin Kaczmarek Bartosz Kizierowski 3 min 42 s 20    |

#### Femmes
| Épreuve                | Médaille d'or                                                                           | Médaille d'argent                                                                          | Médaille de bronze                                                                               |
| Nage libre             |                                                                                         |                                                                                            |                                                                                                  |
| 50 m                   | Natalia Meshcheryakova Russie 25 s 31                                                   | Sandra Völker Allemagne 25 s 43                                                            | Therese Alshammar Suède 25 s 78                                                                  |
| 100 m                  | Sandra Völker Allemagne 55 s 38                                                         | Martina Moravcová Slovaquie 55 s 46                                                        | Antje Buschschulte Allemagne 55 s 50                                                             |
| 200 m                  | Michelle Smith Irlande 1 min 59 s 93                                                    | Nadezhda Chemezova Russie 1 min 59 s 97                                                    | Camelia Potec Roumanie 2 min 00 s 17                                                             |
| 400 m                  | Dagmar Hase Allemagne 4 min 09 s 58                                                     | Michelle Smith Irlande 4 min 10 s 50                                                       | Kerstin Kielgass Allemagne 4 min 10 s 89                                                         |
| 800 m                  | Kerstin Kielgass Allemagne 8 min 34 s 41                                                | Carla Geurts Pays-Bas 8 min 36 s 14                                                        | Jana Henke Allemagne 8 min 39 s 93                                                               |
| Dos                    |                                                                                         |                                                                                            |                                                                                                  |
| 100 m                  | Antje Buschschulte Allemagne 1 min 01 s 74                                              | Roxana Maracineanu France 1 min 01 s 84                                                    | Sandra Völker Allemagne 1 min 02 s 23                                                            |
| 200 m                  | Cathleen Rund Allemagne 2 min 11 s 56                                                   | Antje Buschschulte Allemagne 2 min 12 s 05                                                 | Roxana Maracineanu France 2 min 12 s 06                                                          |
| Brasse                 |                                                                                         |                                                                                            |                                                                                                  |
| 100 m                  | Ágnes Kovács Hongrie 1 min 08 s 08                                                      | Svetlana Bondarenko Ukraine 1 min 08 s 87                                                  | Brigitte Becue Belgique 1 min 09 s 42                                                            |
| 200 m                  | Ágnes Kovács Hongrie 2 min 24 s 90                                                      | Alicja Peczak Pologne 2 min 28 s 04                                                        | Brigitte Becue Belgique 2 min 28 s 90                                                            |
| Papillon               |                                                                                         |                                                                                            |                                                                                                  |
| 100 m                  | Mette Jacobsen Danemark 59 s 64                                                         | Martina Moravcová Slovaquie 59 s 74                                                        | Johanna Sjöberg Suède 1 min 00 s 17                                                              |
| 200 m                  | María Peláez Espagne 2 min 10 s 25                                                      | Michelle Smith Irlande 2 min 10 s 88                                                       | Mette Jacobsen Danemark 2 min 11 s 97                                                            |
| Quatre nages           |                                                                                         |                                                                                            |                                                                                                  |
| 200 m                  | Oksana Verevka Russie 2 min 14 s 74                                                     | Martina Moravcová Slovaquie 2 min 15 s 02                                                  | Yana Klochkova Ukraine 2 min 15 s 03                                                             |
| 400 m                  | Michelle Smith Irlande 4 min 42 s 08                                                    | Yana Klochkova Ukraine 4 min 43 s 07                                                       | Hana Černá Tchéquie 4 min 44 s 05                                                                |
| Relais                 |                                                                                         |                                                                                            |                                                                                                  |
| 4 × 100 m nage libre   | Allemagne Katrin Meissner Simone Osygus Antje Buschschulte Sandra Völker 3 min 41 s 49  | Suède Louise Jöhncke Josefin Lillhage Malin Svahnström Therese Alshammar 3 min 43 s 69     | Russie Svetlana Leshukova Natalia Meshcheryakova Inna Yaitskaya Nadezhda Chemesova 3 min 44 s 72 |
| 4 × 200 m nage libre   | Allemagne Dagmar Hase Janina Götz Antje Buschschulte Kerstin Kielgass 8 min 03 s 59     | Suède Louise Jöhncke Josefin Lillhage Johanna Sjöberg Malin Svahnström 8 min 04 s 53       | Danemark Britt Raab Berrit Pugaard Mette Jacobsen Ditte Jensen 8 min 07 s 26                     |
| 4 × 100 m quatre nages | Allemagne Antje Buschschulte Sylvia Gerasch Katrin Meissner Sandra Völker 4 min 07 s 73 | Russie Olga Kochetkova Olga Landik Svetlana Pozdeyeva Natalia Meshcheryakova 4 min 09 s 04 | Royaume-Uni Sarah Price Jaime King Caroline Foot Karen Pickering 4 min 10 s 31                   |

### Natation synchronisée
| Épreuve | Médaille d'or | Médaille d'argent | Médaille de bronze |
| Solo    | Olga Sedakova Russie 99,240 pts. | Virginie Dedieu France 97,440 pts. | Giovanna Burlando Italie 95,960 pts. |
| Duo     | Russie Olga Brusnikina Maria Kisseleva 99,160 pts.                                                                                                   | France Virginie Dedieu Myriam Lignot 97,040 pts.                                                                                                  | Italie Giada Ballan Serena Bianchi 95,760 pts. |
| Équipe  | Russie Elena Azarova Elena Barantseva Olga Brusnikina Natalia Gruzdeva Maria Kisseleva Olga Medvedeva Olga Novokchtchenova Anna Yuriaeva 99,240 pts. | France Agnès Berthet Virginie Dedieu Charlotte Fabre Myriam Lignot Isabelle Manable Delphine Maréchal Charlotte Massardier Éva Riffet 97,400 pts. | Italie Giada Ballan Serena Bianchi Giovanna Burlando Brunella Carrafelli Chiara Cassin Alessia Lucchini Letizia Nuzzo Clara Porchetto 96,240 pts. |

### Plongeon

#### Plongeon individuel
| Épreuve         | Médaille d'or                         | Médaille d'argent                     | Médaille de bronze                   |
| Hommes          |                                       |                                       |                                      |
| Tremplin de 1 m | Andreas Wels Allemagne 362,10 pts.    | Holger Schlepps Allemagne 357,12 pts. | Rafael Álvarez Espagne 355,56 pts.   |
| Tremplin de 3 m | Dmitri Sautin Russie 661,68 pts.      | Andreas Wels Allemagne 609,39 pts.    | Stefan Ahrens Allemagne 597,66 pts.  |
| Haut vol à 10 m | Jan Hempel Allemagne 609,48 pts.      | Yaroslav Makogin Ukraine 600,48 pts.  | Heiko Meyer Allemagne 571,44 pts.    |
| Femmes          |                                       |                                       |                                      |
| Tremplin de 1 m | Vera Ilyina Russie 268,14 pts.        | Irina Lashko Russie 264,72 pts.       | Dörte Lindner Allemagne 264,36 pts.  |
| Tremplin de 3 m | Yuliya Pakhalina Russie 567,30 pts.   | Vera Ilyina Russie 524,28 pts.        | Anna Lindberg Suède 508,02 pts.      |
| Haut vol à 10 m | Olga Khristoforova Russie 441,60 pts. | Annika Walter Allemagne 438,66 pts.   | Svitlana Serbina Ukraine 438,51 pts. |

#### Plongeon synchronisé
| Épreuve         | Médaille d'or                                          | Médaille d'argent                                     | Médaille de bronze                                      |
| Hommes          |                                                        |                                                       |                                                         |
| Tremplin à 3 m  | Allemagne Alexander Mesch Holger Schlepps 284,34 pts.  | Espagne José Luis Hidalgo Rubén Santos 283,92 pts.    | Italie Nicola Marconi Donald Miranda 277,92 pts.        |
| Haut vol à 10 m | Allemagne Jan Hempel Michael Kühne 300,84 pts.         | Russie Igor Lukashin Aleksandr Varlamov 272,20 pts.   | France Gilles Emptoz-Lacote Frédéric Pierre 252,12 pts. |
| Femmes          |                                                        |                                                       |                                                         |
| Tremplin à 3 m  | Allemagne Claudia Bockner Conny Schmalfuss 267,96 pts. | Russie Irina Lashko Yuliya Pakhalina 264,24 pts.      | Espagne Julia Cruz Dolores Sáez 244,20 pts.             |
| Haut vol à 10 m | Allemagne Anke Piper Ute Wetzig 269,76 pts.            | France Odile Arboles-Souchon Julie Danaux 240,54 pts. | Autriche Marion Reiff Anja Richter 215,67 pts.          |

### Water-polo
| Épreuve | Médaille d'or | Médaille d'argent | Médaille de bronze |
| Hommes  | Hongrie       | Yougoslavie       | Russie             |
| Femmes  | Italie        | Russie            | Pays-Bas           |

## Tableau des médailles
| Rang  | Nation             | Or | Argent | Bronze | Total |
| ----- | ------------------ | -- | ------ | ------ | ----- |
| 1     | Russie             | 16 | 9      | 3      | 28    |
| 2     | Allemagne          | 15 | 8      | 10     | 33    |
| 3     | Hongrie            | 4  | 1      | 2      | 7     |
| 4     | Italie             | 3  | 5      | 5      | 13    |
| 5     | Pays-Bas           | 2  | 2      | 3      | 7     |
| 6     | Espagne            | 2  | 2      | 2      | 6     |
| 7     | Irlande            | 2  | 2      | 0      | 4     |
| 8     | Royaume-Uni        | 2  | 1      | 3      | 6     |
| 9     | Biélorussie        | 2  | 0      | 1      | 3     |
| 10    | France             | 1  | 7      | 4      | 12    |
| 11    | Suède              | 1  | 3      | 3      | 7     |
| 12    | Danemark           | 1  | 0      | 2      | 3     |
| 13    | Ukraine            | 0  | 6      | 3      | 9     |
| 14    | Slovaquie          | 0  | 3      | 0      | 3     |
| 15    | Pologne            | 0  | 1      | 1      | 2     |
| 16    | Israël             | 0  | 1      | 0      | 1     |
| 16    | Yougoslavie        | 0  | 1      | 0      | 1     |
| 18    | République tchèque | 0  | 0      | 3      | 3     |
| 19    | Belgique           | 0  | 0      | 2      | 2     |
| 20    | Autriche           | 0  | 0      | 1      | 1     |
| 20    | Finlande           | 0  | 0      | 1      | 1     |
| 20    | Roumanie           | 0  | 0      | 1      | 1     |
| Total | Total              | 51 | 52     | 50     | 153   |

## Tableau des médailles (bassin de 50 m uniquement)
| Rang  | Nation             | Or | Argent | Bronze | Total |
| ----- | ------------------ | -- | ------ | ------ | ----- |
| 1     | Allemagne          | 8  | 4      | 7      | 19    |
| 2     | Russie             | 7  | 3      | 2      | 12    |
| 3     | Italie             | 2  | 3      | 0      | 5     |
| 4     | Pays-Bas           | 2  | 2      | 1      | 5     |
| 5     | Irlande            | 2  | 2      | 0      | 4     |
| 6     | Royaume-Uni        | 2  | 1      | 3      | 6     |
| 7     | Hongrie            | 2  | 1      | 1      | 4     |
| 8     | Espagne            | 2  | 1      | 0      | 3     |
| 9     | Biélorussie        | 2  | 0      | 1      | 3     |
| 10    | Suède              | 1  | 3      | 2      | 6     |
| 11    | France             | 1  | 2      | 3      | 6     |
| 12    | Danemark           | 1  | 0      | 2      | 3     |
| 13    | Ukraine            | 0  | 5      | 2      | 7     |
| 14    | Slovaquie          | 0  | 3      | 0      | 3     |
| 15    | Pologne            | 0  | 1      | 1      | 2     |
| 16    | Israël             | 0  | 1      | 0      | 1     |
| 17    | République tchèque | 0  | 0      | 3      | 3     |
| 18    | Belgique           | 0  | 0      | 2      | 2     |
| 19    | Finlande           | 0  | 0      | 1      | 1     |
| 19    | Roumanie           | 0  | 0      | 1      | 1     |
| Total | Total              | 32 | 32     | 32     | 96    |